# Engelbert Jörlin
Engelbert Jörlin, född 8 juni 1733 i Jörlanda, död 20 juni 1810 i Göteborg, var en svensk botaniker och en av Linnés lärjungar.

## Biografi

### Studier och karriär
Jörling skrevs 1757 in vid Uppsala universitet. År 1759 försvarade han avhandlingen Plantae Tinctoriae inför Carl von Linné och promoverades till filosofie magister 1761. 
Efter vetenskapliga resor i utlandet förordnades Jörling 1769 till docent i botanik i Lund, tjänstgjorde som lärare vid gymnasiet i Göteborg, och utnämndes 1781 till extra ordinarie adjunkt vid Lunds universitet. Han fick 1784 rektorsbefattningen vid trivialskolan i Göteborg, och innehade den befattningen i flera år.

### Verksamhet
Jörlin författade flera skrifter som var avsedda för den breda allmänheten, såsom Flora macelli hortensis, eller den svenska köks- och kryddgården (1784) och Svenska vilda träds och buskars plantering (1801). Han gav uppslag till odling av alsikeklöver som foderväxt.

## Familj
Jörling var gift med konstnären Christina Elisabeth Carowsky.